# Cimbriano

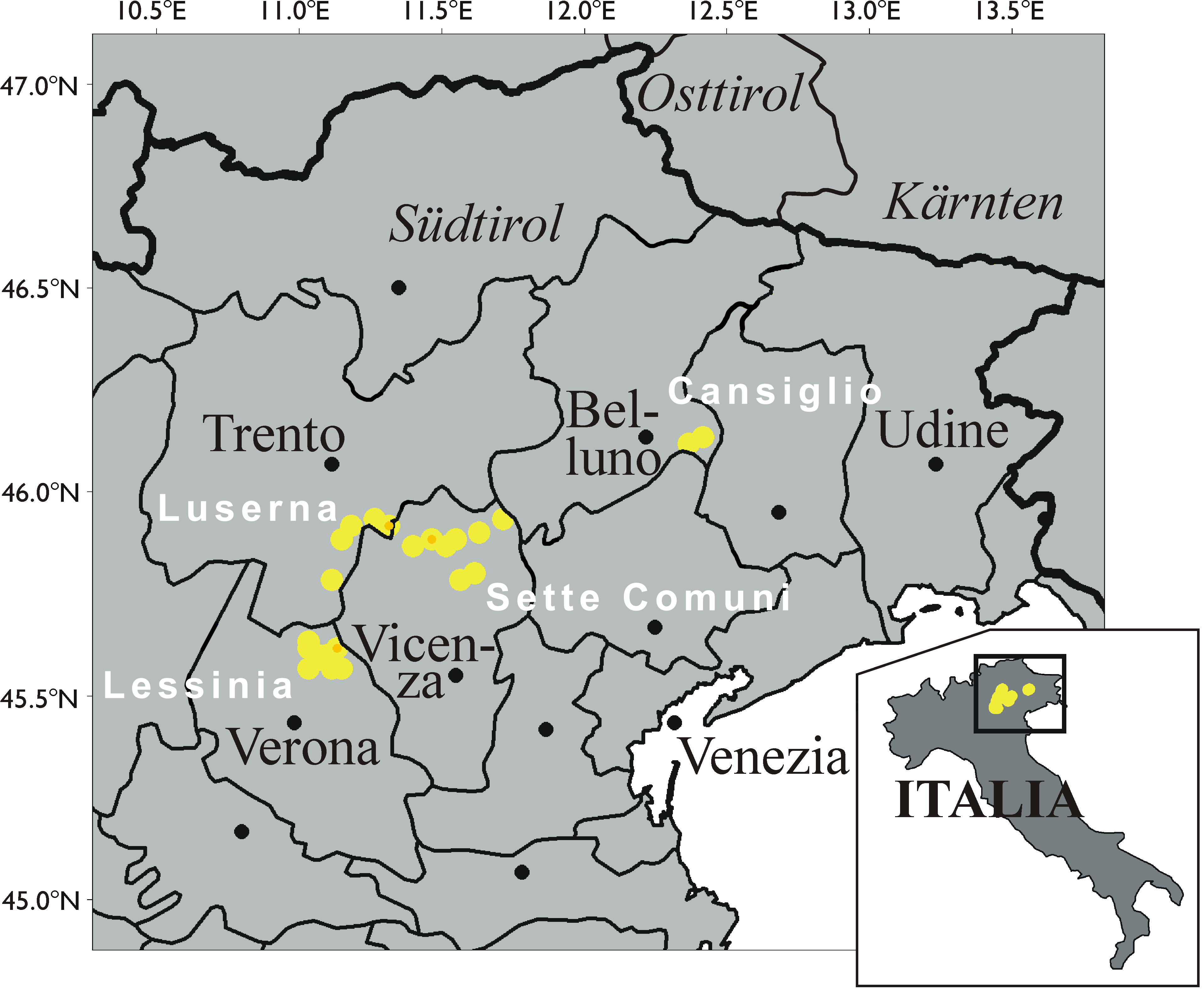
Distribuição histórica (amarela) e atual (laranja) do cimbriano e dos dialetos da língua mochena

Cimbriano ou cimbro (Zimbar, AFI: [ˈt͡simbɐr]; em alemão:  Zimbrisch; em italiano:  cimbro) refere-se a qualquer uma das várias variedades locais do idioma alto-alemão faladas no nordeste da Itália. Os falantes da língua são conhecidos como Zimbern (em italiano cimbri).
O cimbriano é uma língua germânica relacionada à língua bávara, mais provavelmente derivando de um dialeto bávaro meridional (embora uma origem lombarda não possa ser descartada). Também está relacionado com a língua mochena. Suas muitas diferenças essenciais em gramática, bem como em vocabulário e pronúncia tornam praticamente ininteligível para pessoas que falam o alemão standard ou mesmo o bávaro. O uso do italiano em todo o país e a influência da vizinha língua vêneta tiveram ambos grandes efeitos negativos sobre o número de falantes de cimbriano nos últimos séculos, efeito esse que tem sido grande o suficiente para fazer com que o Cimbriano seja considerado por alguns como uma língua em extinção.

## História
O registro mais antigo do movimento dos bávaros para Verona data de 1050 (Bayerische Staatsbibliothek Cod. Lat 4547). O assentamento continuou durante os séculos XI e XII.
Uma teoria da origem lombarda Zimbern foi proposta em 1948 por Bruno Schweizer e novamente em 1974 por Alfonso Bellotto.  O debate foi novamente revivido em 2004 pelo linguista Cimbrian Ermenegildo Bidese. A maioria dos linguistas continua comprometida com a hipótese da imigração medieval nos séculos XI e XII.
A presença de comunidades de língua germânica na Itália foi descoberta no século XIV pelos humanistas italianos, que os associaram aos cimbri que chegaram à região no século II a.C. Esta é a provável origem do atual endônimo (Zimbar). Uma hipótese alternativa deriva o nome de um termo para "carpinteiro", cognato com inglês timber - madeira (ou seja, "madeireiro", "lenhador").

## Situação
O cimbriano está em perigo de extinção, tanto por causa do italiano padrão, que é freqüentemente usado em público, quanto da vizinho regional língua vêneta. Estima-se que cerca de 2.220 pessoas falem o cimbriano.
Em Trentino, de acordo com o censo de 2001, o primeiro em que foram registrados dados sobre línguas nativas, o cimbriano era falado por uma maioria no município de Luserna (267 pessoas, 89,9%). Em outros municípios trentinos 615 pessoas declararam-se membros do grupo lingüístico cimbriano, um total de 882 no Trentino. Com isso, vê-se que a variedade mais próspera do Cimbriano é a de Luserna, onde maioria da comunidade é capaz de falar Cimbriano, enquanto que em Giazza e Roana restam apenas alguns poucos falantes mais antigos.
O cimbriano é oficialmente reconhecido no Trentino pela lei provincial e nacional. A partir da década de 1990, várias leis e regulamentações foram aprovadas pelo parlamento e pela assembleia provincial italianos, que colocaram a língua e a cultura cimbrianas sob proteção. Os currículos escolares foram adaptados para ensinar em cimbriano, e sinais de rua bilíngües estão sendo desenvolvidos. Um instituto cultural (Istituto Cimbro / Kulturinstitut Lusérn) foi fundado por decreto em 1987, cujo objectivo é "... salvaguardar, promover e explorar o patrimônio etnográfico e cultural da minoria germanófona do município de Luserna, dando especial atenção à expressões históricas e lingüísticas, à proteção do meio ambiente e ao desenvolvimento econômico-cultural do território da Comunidade Címbria." The cultural institute hosts literature competitions for children as well as immersion summer camps.

## Dialetos
Os três principais dialetos do Cimbriano são falados em:
- As Sete Comunas (Siben Komoin), atualmente apenas a aldeia de Roana (Robàan)
- Luserna (Lusern), em Trentino
- As Treze Comunidades] ( Dreizehn Komoin ), atualmente apenas a aldeia de Giazza (Ljetzan)
- Algumas aldeias nos Alpes Cárnicos como Sappada, Sauris e Timau

### Fonologia e ortografia
A seguinte descrição da gramática címbria refere-se predominantemente ao dialeto de Luserna.
|                              | Anterior                                 | Central                                   | Posterior |
| Não arredondada/ arredondada | Não arredondada/ arredondada             | Não arredondada/ arredondada              |           |
| ---------------------------- | ---------------------------------------- | ----------------------------------------- | --------- |
| Fechada                      | i / fechada frontal arredondada \|y      | ɨ / Ʉ (IPA)\|ʉ                            | u         |
| Quase fechada                | e / quase fechada frontal arredondada\|ø | ə / quase fechada central arredondada \|ɵ | o         |
| Meio aberta                  | ɛ / meio aberta frontal arredondada \|œ  |                                           | ɔ         |
| Vogal quase aberta           |                                          | ɐ /                                       |           |
| Aberta                       | a /                                      |                                           | / ɑ       |

|             | Bilabial                     | Bilabial                     | Labio-dental                   | Labio-dental                    | Dental/Alveolar                  | Dental/Alveolar              | Post-alveolar | Post-alveolar | Palatal                  | Palatal                  | Velar                    | Velar                    | Uvular | Glotal |
| ----------- | ---------------------------- | ---------------------------- | ------------------------------ | ------------------------------- | -------------------------------- | ---------------------------- | ------------- | ------------- | ------------------------ | ------------------------ | ------------------------ | ------------------------ | ------ | ------ |
| Nasal       | m                            | m                            |                                |                                 |                                  | n                            |               |               |                          | ɲː*                      | ŋ                        | ŋ                        |        |        |
| Oclusiva    | p                            | b                            |                                |                                 | t                                | d                            |               |               |                          |                          | k                        | ɡ                        |        |        |
| Africada    |                              |                              | Lenis labiodental africada\|pf | Fortis labiodental africada\|bv | Lenis alveolar africada\|t͡s      | Fortis alveolar africada\|d͡z | t͡ʃ            | d͡ʒ            |                          |                          | Lenis velar africada\|kx | Lenis velar africada\|kx |        |        |
| Fricativa   | Fortis bilabial fricativa\|β | Fortis bilabial fricativa\|β | f                              | v                               | s (Lenis retroflex sibilante\|ʂ) | z̪\|z                         | ʃː            |               | lenis velar fricativa\|x | lenis velar fricativa\|x | ʁ                        | h                        |        |        |
| Aproximante |                              |                              |                                |                                 |                                  |                              |               |               |                          | j                        |                          | w                        |        |        |
| Lateral     |                              |                              |                                |                                 |                                  | l                            |               |               |                          | ʎː*                      |                          |                          |        |        |
| Vibrante    |                              |                              |                                |                                 |                                  | r                            |               |               |                          |                          |                          |                          | ʀ      |        |

 Uma estrela representa sons que são usados por aqueles que falam o dialeto Luserna fora de Luserna em áreas estritamente italianas.
Notas da ortografia:
- Todos os dialetos Címbrianos usam diferentes ortografias, embora todos sejam baseados principalmente em ortografias italianas e alemãs com alguns acréscimos de outras línguas e não diferem drasticamente.
- Diacríticos e grafemas comuns em alemão e outras línguas são utilizados principalmente para sons que não existem em italiano.
- Os ditongos são escritos como em italiano, por meio dos quais, por exemplo, "drai" "três" é escrito em contraste com o "Drei" alemão, mas é pronunciado da mesma forma.
- A velar oclusiva lenis | [k] é processado como em alemão padrão como k, enquanto o grafema  ch  é reservado para o som fricativo uvular lênis| [χ].
- A velat oclusiva sonora| [g] é pronunciada de maneira diferente de acordo com o dialeto:
  - Nas Treze e Sete comunidades, [g] é pronunciado como em italiano - g (que vai para [dʒ] antes de E e iI). Se [g] deve ser mantido antes de uma vogal, a escrita deve mudar para gh.
  - Em Luserna, [g] é pronunciado principalmenyr como g, talvez devido à maior familiaridade com o Alemão em Luserna. Porém, pode-se ver escritos ghe e ghi, o que não é incomum.

### Morfologia e sintaxe
Os substantivos em Cimbriano, como nos dialetos alemães e outros dialetos alemães, têm três gêneros gramaticais - masculino, feminino e também neutroo. Cimbriano faz uso dos casos nominativos, dativos e acusativos. O caso genitivo era usado anteriormente, mas agora foi substituído pelo uso do dativo +  vo  ('de'), um caso similar que também pode ser visto na língua alemã moderna. Os substantivos cimbrianos flexionam para gênero, caso e número, geralmente mantendo os mesmos padrões até mesmo para empréstimos do italiano que terminam em -a, -o e -e. Os substantivos também têm formas para diminutivos. Os artigos do Cimbriano (definidos e indefinidos) têm formas longas e curtas, dependendo da tonicidade. Exemplos de inflexão de substantivos com artigos longos e equivalentes alemães) podem ser vistos abaixo. Nota: å é como a uma vogal não redondaada.
| Caso                   | Masculino (Sing./Pl.)   | Femininop (Sing./Pl.) | Neutro (Sing./Pl.)      |
| ---------------------- | ----------------------- | --------------------- | ----------------------- |
| Nominativo (Cimbriano) | dar månn/di månnen      | di vedar/die vedarn   | das khin/di khindar     |
| Nominativo (Alemão)    | der Mann/die Männer     | die Feder/die Federn  | das Kind/die Kinder     |
| Acusativo (Cimbriano)  | in månn/di månnen       | di vedar/di vedarn    | das khin/di khindar     |
| Acusativo (Alemão)     | den Mann/die Männer     | die Feder/die Federn  | das Kind/die Kinder     |
| Dativo (Cimbriano)     | in månn/in månnen       | dar vedar/in vedarn   | in khin/in khindarn     |
| Dativo (Alemão)        | dem Mann[e]/den Männern | der Feder/den Federn  | dem Kind[e]/den Kindern |

Os verbos címbrianos são flexionados por pessoa, número, tempo (presente, passado, futuro), modo (indicativo, subjuntivo, condicional, imperativo, infinitivo, gerúndio e participial) e voz (ativa, passiva). No que diz respeito à conjugação, o Cimbriano compartilha muitos aspectos com muitos outros dialetos alemães altos. Como nesses outros dialetos, o uso do pretérito foi substituído pelo perfeito que é formado com o prefixo ga- (vallen para cair; gavallet 'caído'). Os verbos infinitivos têm duas formas, um infinitivo simples, bem como um infinitivo dependente, que é formado com zo. Um exemplo disso pode ser visto com o verbo 'cair': vallen - zo valla. No indicativo atual do Cimbriano de Luserna, a primeira pessoa do plural e a terceira pessoa do plural são ambas formadas da mesma maneira que o infinitivo simples, assim como no alemão padrão. Assim, vallen age como o infinitivo, a primeira pessoa do plural e a terceira pessoa do plural. A 1ª e a 3ª pessoa do plural também se combinam em outros tempos e modos.
A sintaxe de Cimbrian mostra influência mensurável do italiano; no entanto, ainda mostra traços alemães que seriam completamente estranhos aos falantes de italiano. Um exemplo de influência italiana é visto no fato de que Cimbrian não move seu verbo para a segunda posição como em alemão:
- My friend* believes that he can win. (En)
- Moi txell gloabet ke dar mage vinzarn. (Cim)
- Il mio amico crede che può vincere. (It)
- Mein Freund* glaubt, dass er gewinnen kann. (Mein Freund can also mean My boyfriend) (De)
- My brother went on vacation in order to relax. (En)
- Mio fratello è andato in vacanza per rilassarsi. (It)
- Moi pruadar is gånt in vakånza zoa zo rasta. (Cim)
- Mein Bruder ist in Urlaub gefahren um sich zu erholen. (De)

O Cimbriano, na maioria das frases, usa a ordem de palavras Sujeito-Verbo-Objeto (SVO), semelhante às línguas românicas, no entanto, em alguns casos, adota alguma ordem de palavras em alemão.

## Vocabulário
O vocabulário de Cimbrian está intimamente relacionado com o Bávaro, contendo palavras que o diferenciam de quaisquer outras variedades alemãs. Embora hoje muitas dessas palavras nas comunidades bávaras sejam cada vez menos usadas devido à influência do alemão padrão, em Cimbriano muitas dessas palavras permaneceram. Além de seu vocabulário bávaro original, o Cimbriano foi afetado tanto por línguas italianas quanto por línguas vizinhas da Itália.
| Português     | Alemão       | Italiano | Cimbriano |
| ------------- | ------------ | -------- | --------- |
| Vencer        | Siegen       | Vincere  | Vinzern   |
| Noiva         | Braut        | Sposa    | Spusa     |
| Correto       | Richtig      | Giusto   | Giust     |
| Soldado       | Soldat       | Soldato  | Soldado   |
| Enquanto isso | Mittlerweile | Intanto  | Intanto   |

| Português    | Alemão                                                | Suábio    | Bávaro    | Cimbriano  |
| ------------ | ----------------------------------------------------- | --------- | --------- | ---------- |
| Camisa       | Hemd                                                  | Hemb      | Pfoat     | Foat       |
| Zimbro       | Wacholder                                             | Wacholder | Kranewitt | Khranebitt |
| Vigário      | Pfarrer (ou Pfaffe, hoje frequentemente depreciativo) | Pfarr     | Pfaff     | Faff       |
| Terça feira  | Dienstag                                              | Ziestig   | Erta      | Erta       |
| quinta feira | Donnerstag                                            | Donarstig | Pfinzta   | Finzta     |

## Exemplos
| Inglês                                                                                 | Alemão | Cimbriano |
| -------------------------------------------------------------------------------------- | --- | --- |
| Christ is risen from all tortures, therefore let us rejoice Christ shall be our solace | Christ ist erstanden von der Marter alle, des solln (also: soll'n) wir alle froh sein, Christ will unser Trost sein. | Christus ist au gestanden von der marter alle, daz sunna bier alle froalich sayn Christus bil unsare troast sayn. |

| The Fort of Lusern (Inglês) | Die Festung von Lusern (Alemão) | Dar forte vo Lusern (Cimbriano) |
| --- | --- | --- |
| During the war, the fort of Lusern resisted superbly. In the first few days a Czech commander wanted to give up, hoisting the white flag and withdrawing the garrison. Only one drunken soldier remained in the fort. When the Italians came storming into the fort to occupy it, the drunken soldier awoke from his intoxication and began to let the machine gun rattle. | Während des Krieges wehrte sich die Festung von Lusern vortrefflich. Die ersten Tage wollte sie ein tschechischer Kommandant aufgeben, indem er die weiße Fahne hisste und mit der Besatzung abzog. Nur ein betrunkener Soldat blieb zurück in der Festung. Als die anstürmenden Italiener in die Festung eindringen wollten, um sie in Besitz zu nehmen, erwachte der betrunkene Soldat von seinem Rausch und fing an, das Maschinengewehr knattern zu lassen. | Pan khriage dar forte vo Lusern hat se gebeart gerecht. Di earstn tage von khriage, dar kommandant a Tschechoslowako hebat in forte gebelt augem un hat ausgezoget di bais bandiara un is vongant pin soldan. A trunkhantar soldado alua is no gestant sem in forte. Bia da soin zuakhent di Balischan zo giana drin in forte, is se darbkeht dar trunkhante soldado un hat agehevt z'schiasa. |